# NGC 429
NGC 429 es una galaxia lenticular de la constelación de Cetus. 
Fue descubierta el 20 de diciembre de 1786 por el astrónomo William Herschel.